# Christopher Paudiß
Christopher Paudiß, également orthographié Christoph(er) Paudiss / Christoph(er) Paudiß / Christoph(er) Pautitz / Christoph(er) Bauditz, né en 1618 en Basse-Saxe et mort en 1666 à Freising dans la principauté épiscopale de Frisingue, est un peintre baroque bavarois.

## Biographie

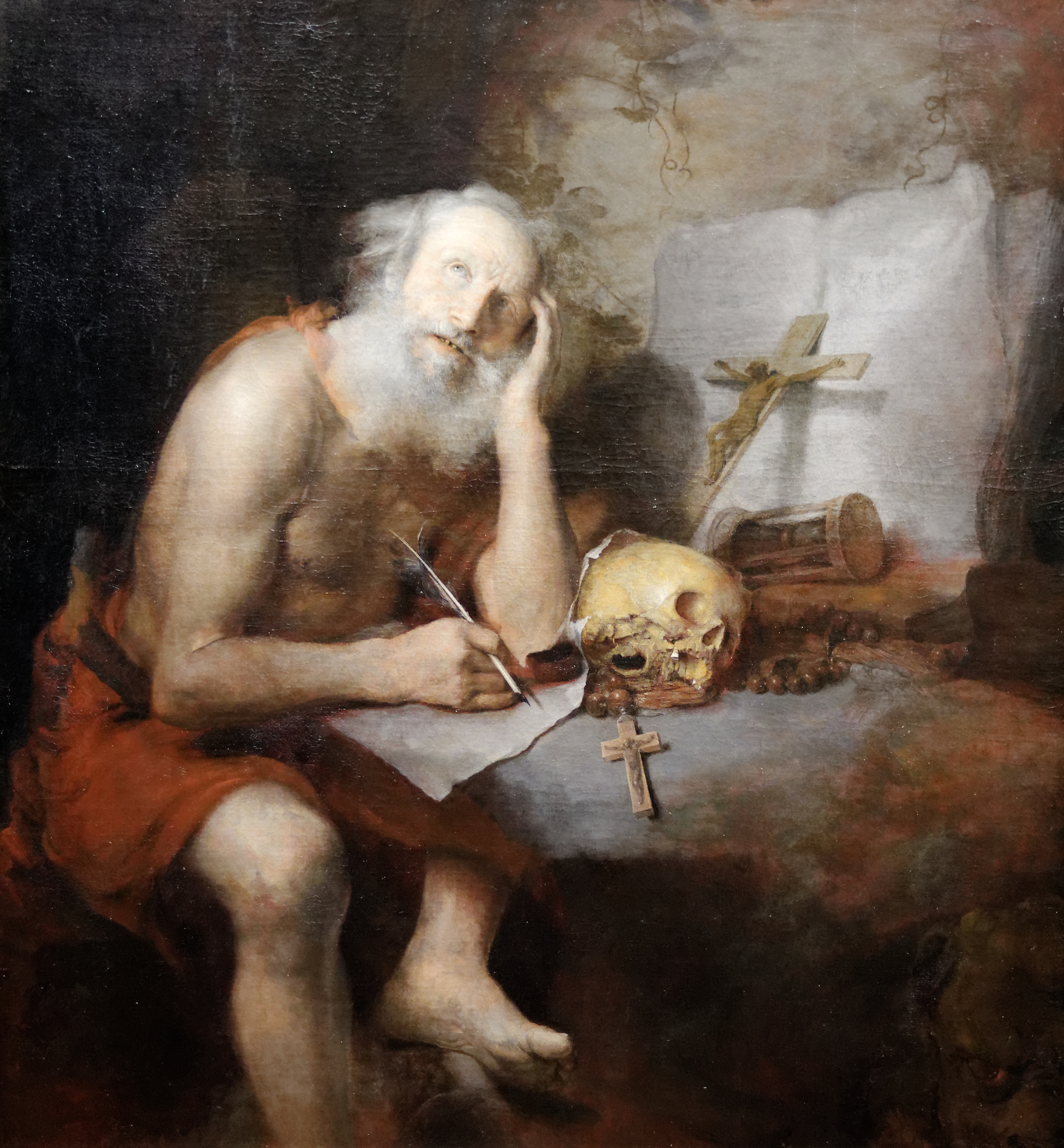
Saint Jérôme. Christoph Paudiss (ca 1656-1658)

À ses débuts, il a été élève de Rembrandt à Amsterdam.
Après avoir travaillé à Stuttgart (1656), Prague, Dresde (1659–1660), Vienne et Salzbourg, il passe ses quatre dernières années à Freising, où il travaille pour le prince-évêque Albert-Sigismond de Bavière. 
À Dresde (ou à Vienne), il peint une série de natures mortes assez semblables.
Christopher Paudiss se maria deux fois.

## Œuvres
- Saint Jérôme (ca 1656-58), Kunsthistorisches Museum.
- Le Martyre de saint Thomas (1662), huile sur toile, 336 × 191 cm, Kunsthistorisches Museum[1].